# Mynes ogulina
Mynes ogulina är en fjärilsart som beskrevs av Hans Fruhstorfer 1909. Mynes ogulina ingår i släktet Mynes och familjen praktfjärilar. Inga underarter finns listade i Catalogue of Life.